# 黄松

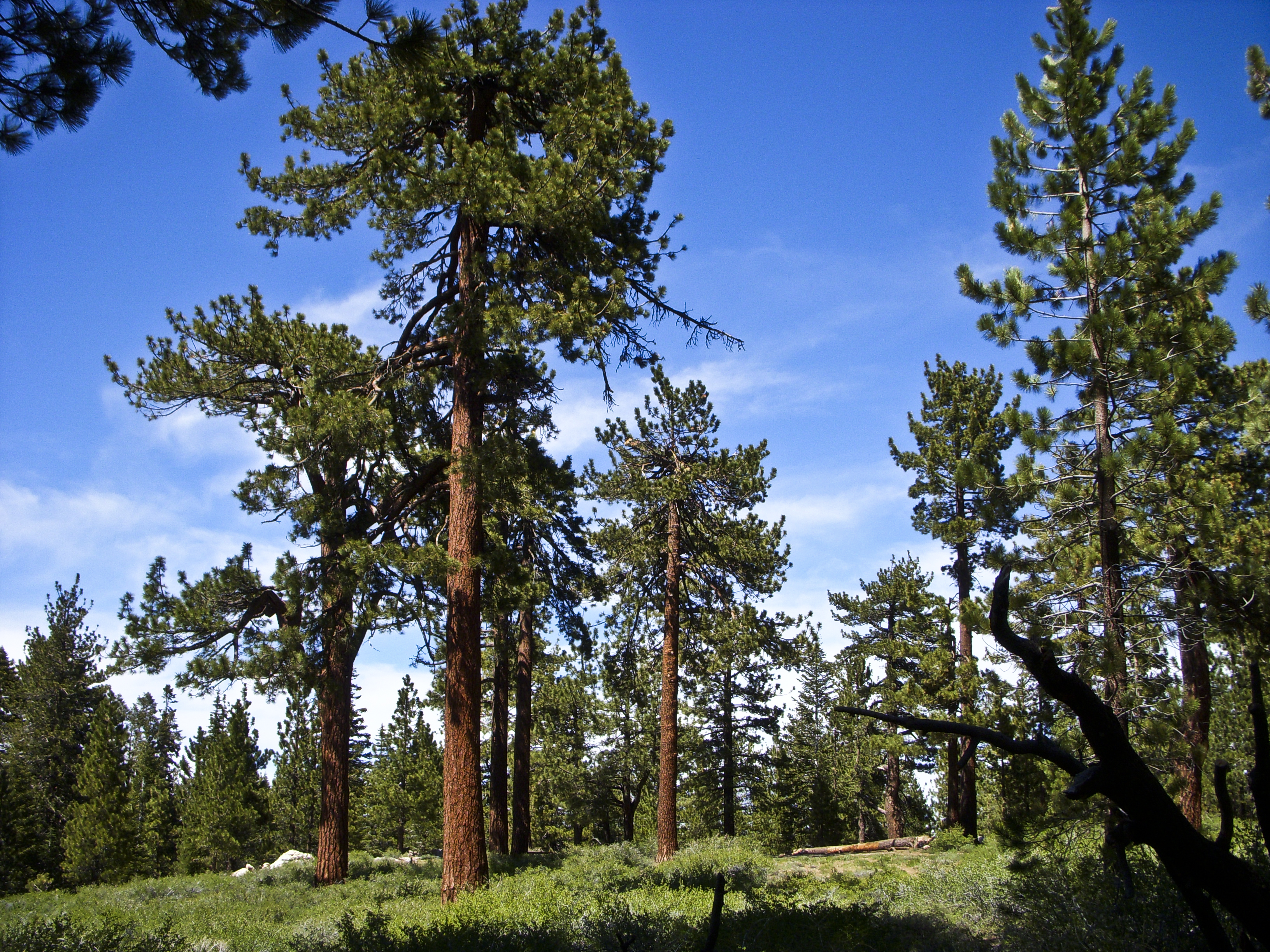
皮诺斯山中的杰弗里松森林，美国加利福尼亚州

在生态学和林业学中，黄松通常用来指代一些拥有相似性质的松柏门物种，这些物种往往生长在类似的植物群落以及产出相似的木材。在美国西部，黄松指的是杰弗里松或西黄松。在美国南部，黄松是指长叶松，萌芽松，湿地松，或者火炬松。在英国，黄松指的是北美乔松或欧洲赤松。

## 美国西部
杰弗里松和西黄松在内华达山脉的的干燥山区很常见，它们往往被业余森林观察员混淆。杰弗里松在余下的美国西部地区不存在，西黄松在这些地区是唯一的黄松物种。

## 美国南部
在美国南部，黄松在酸性红粘土土壤中生长良好。经过压力处理后，南部黄松的木材密度通常在50-55磅/立方英尺之间。黄松生长在从德克萨斯州到新泽西州的南部和中大西洋地区。 